# Sunnyvale (Califòrnia)
Sunnyvale és una població dels Estats Units a l'estat de Califòrnia. Segons el cens del 2000 tenia 131.760 habitants.

## Demografia
Segons el cens del 2000, Sunnyvale tenia 131.760 habitants, 52.539 habitatges, i 32.679 famílies. La densitat de població era de 2.318,7 habitants/km².
Dels 52.539 habitatges en un 27,6% hi vivien nens de menys de 18 anys, en un 50% hi vivien parelles casades, en un 8,2% dones solteres, i en un 37,8% no eren unitats familiars. En el 27,1% dels habitatges hi vivien persones soles el 6,4% de les quals corresponia a persones de 65 anys o més que vivien soles. El nombre mitjà de persones vivint en cada habitatge era de 2,49 i el nombre mitjà de persones que vivien en cada família era de 3,06.
Per edats la població es repartia de la següent manera: un 20,4% tenia menys de 18 anys, un 7,7% entre 18 i 24, un 41,3% entre 25 i 44, un 19,9% de 45 a 60 i un 10,6% 65 anys o més.
L'edat mediana era de 34 anys. Per cada 100 dones de 18 o més anys hi havia 106,5 homes.
La renda mediana per habitatge era de 74.409 $ i la renda mediana per família de 81.634 $. Els homes tenien una renda mediana de 65.165 $ mentre que les dones 43.051 $. La renda per capita de la població era de 36.524 $. Entorn del 3,7% de les famílies i el 5,4% de la població estaven per davall del llindar de pobresa.

## Poblacions més properes
El següent diagrama mostra les poblacions més properes.